# Геркуланум
Геркула́нум (лат. Herculaneum, итал. Ercolano) — древнеримский город в итальянском регионе Кампания, на берегу Неаполитанского залива, рядом с современным Эрколано. Равно как и города Помпеи и Стабии, прекратил существование во время извержения Везувия осенью 79 года — был погребён под слоем пирокластических потоков.
Геркуланум наряду с Помпеями внесён в список Всемирного наследия ЮНЕСКО под № 829.

## История
Согласно мифу, переданному Дионисием Галикарнасским, город воздвиг сам Геркулес. В реальности же, скорее всего, первое поселение на месте Геркуланума основало в конце VI века до н. э. племя осков, предшественников самнитов. Затем город попал в сферу греческого влияния, во время которого благодаря приближённости к морю использовался как порт. Вероятно, греки и назвали город — впервые он упоминается в сочинении древнегреческого философа Теофраста под названием Гераклеон. В IV веке до н. э. Геркуланум захватили самниты, и только в I веке до н. э. он перешёл под контроль Рима, когда в ходе Союзнической войны римляне подавили восстание италийских племён. В тот же период (около 89 года до н. э.) он получил статус муниципия. Управляли городом ежегодно переизбираемые дуумвиры.
Землетрясение 62 года нанесло Геркулануму значительный урон (археологические работы выявили, что городские постройки были повреждены, а затем реконструированы). (недоступная ссылка) К моменту гибели он представлял собой небольшой город с населением около 4000 человек, живописно расположенный на берегу Неаполитанского залива. Геркуланум — город в форме прямоугольника площадью около 20 га — опоясывала крепостная стена. Дороги (пять кардо и три декумануса) разбивали его на несколько инсул.

## Гибель Геркуланума

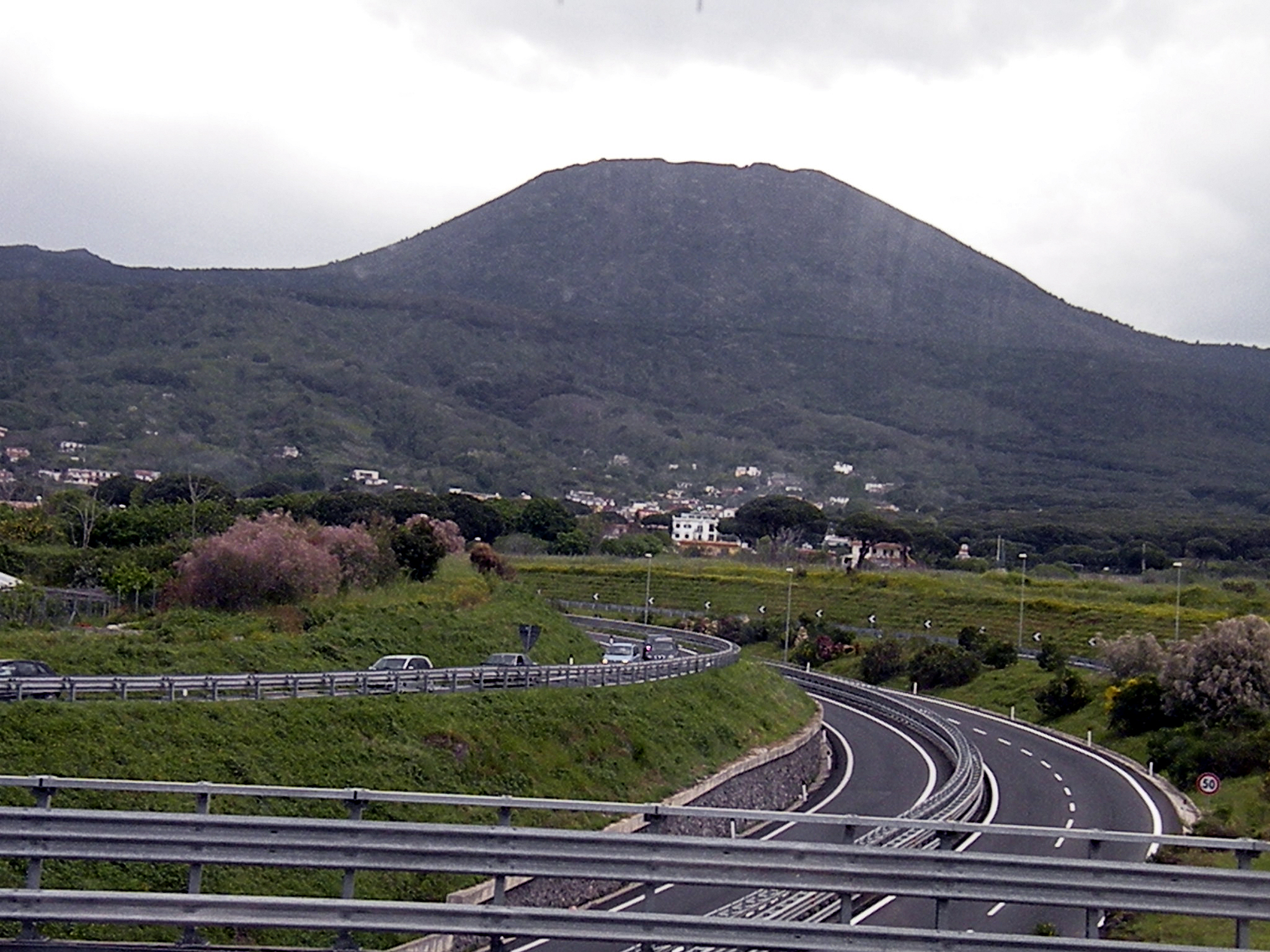
Везувий со стороны Эрколано

Извержение Везувия, пребывавшего в малоактивном состоянии около 800 лет, началось днём, осенью 79 года. Хронологию событий удалось восстановить по данным археологических раскопок и двум письмам, адресованным римскому историку Тациту Плинием Младшим, свидетелем катаклизма. (недоступная ссылка)

Города в Неаполитанском заливе, прекратившие существование после извержения Везувия

Около часа дня из жерла Везувия произошёл мощный выброс вулканического пепла, сформировавшего тучу, которая под воздействием ветра начала быстро двигаться к юго-востоку и вскоре обрушилась на Помпеи и Стабии. Оба города постепенно оказались полностью погребёнными под слоем пепла — настолько большим, что под его весом обвалились крыши домов.
Поскольку Геркуланум лежит к западу от Везувия, первая фаза извержения не нанесла ему сильных повреждений. Однако подавляющее большинство горожан, обеспокоенных происходящим, бежало из города. Сначала считалось, что спастись удалось всем жителям, затем в городе были обнаружены единичные человеческие останки, а в 1982 году археологи нашли 12 ангаров для лодок у побережья, в тесных помещениях которых находилось около 250 скелетов. Погибшие, вероятно, хотели переждать извержение в городе. Были найдены и их личные вещи, например, хирургические инструменты и женские драгоценности.
С наступлением темноты извержение не прекратилось. После полуночи в сторону Геркуланума со скоростью около 100 км/ч устремились пирокластические потоки. Раскалённая лавина (около 400 °C) достигла города около часа ночи, моментально убив немногих оставшихся. Городские сооружения, тем не менее, достаточно хорошо сохранились. Это объясняется тем фактом, что поток настолько герметично и равномерно заполнил внутренние помещения домов, что город на многие века остался без доступа воздуха, способного вызвать разложение органических материалов (например, ткани и дерева). Когда ветер изменился и на Геркуланум начал оседать пепел, здания уже находились под высоким слоем туфа, поэтому кровли ряда домов не обвалились. Высокая температура лавины обеспечила испарение воды, благодаря чему сохранились даже свитки папирусов.

## Раскопки
Открытие Геркуланума произошло случайно. В 1710 году крестьянин Амброджо Нучерино, копая колодец, наткнулся на мраморные обломки (как потом выяснилось, это были руины театра Геркуланума). О находке оповестили Эммануила-Мориса Лотарингского, герцога д’Эльбёфа, французского дворянина в изгнании и командующего австрийским полком, стоявшим с 1707 года в Неаполе. Выкупив участок земли вокруг колодца Нучерино, герцог на протяжении 9 месяцев на свои средства проводил там раскопки путём пробивания штолен. Он нашёл 9 статуй, которые подарил своим покровителям, в том числе принцу Евгению Савойскому, своему кузену.

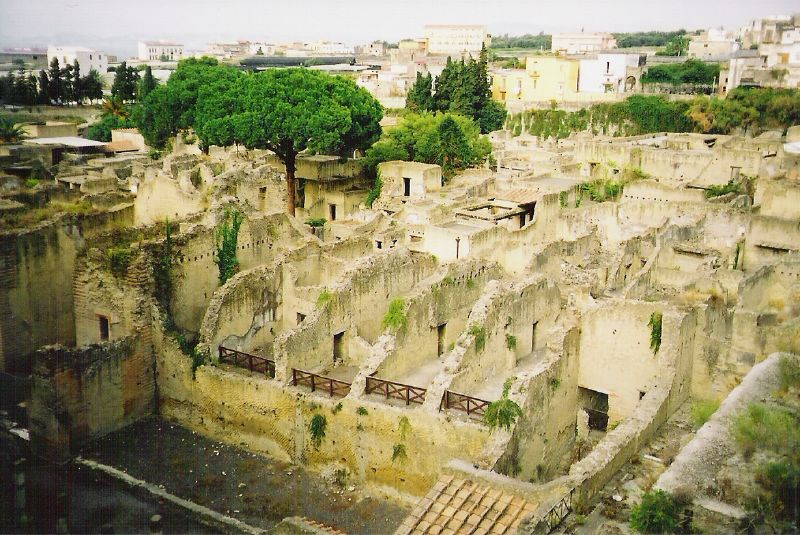
Руины Геркуланума

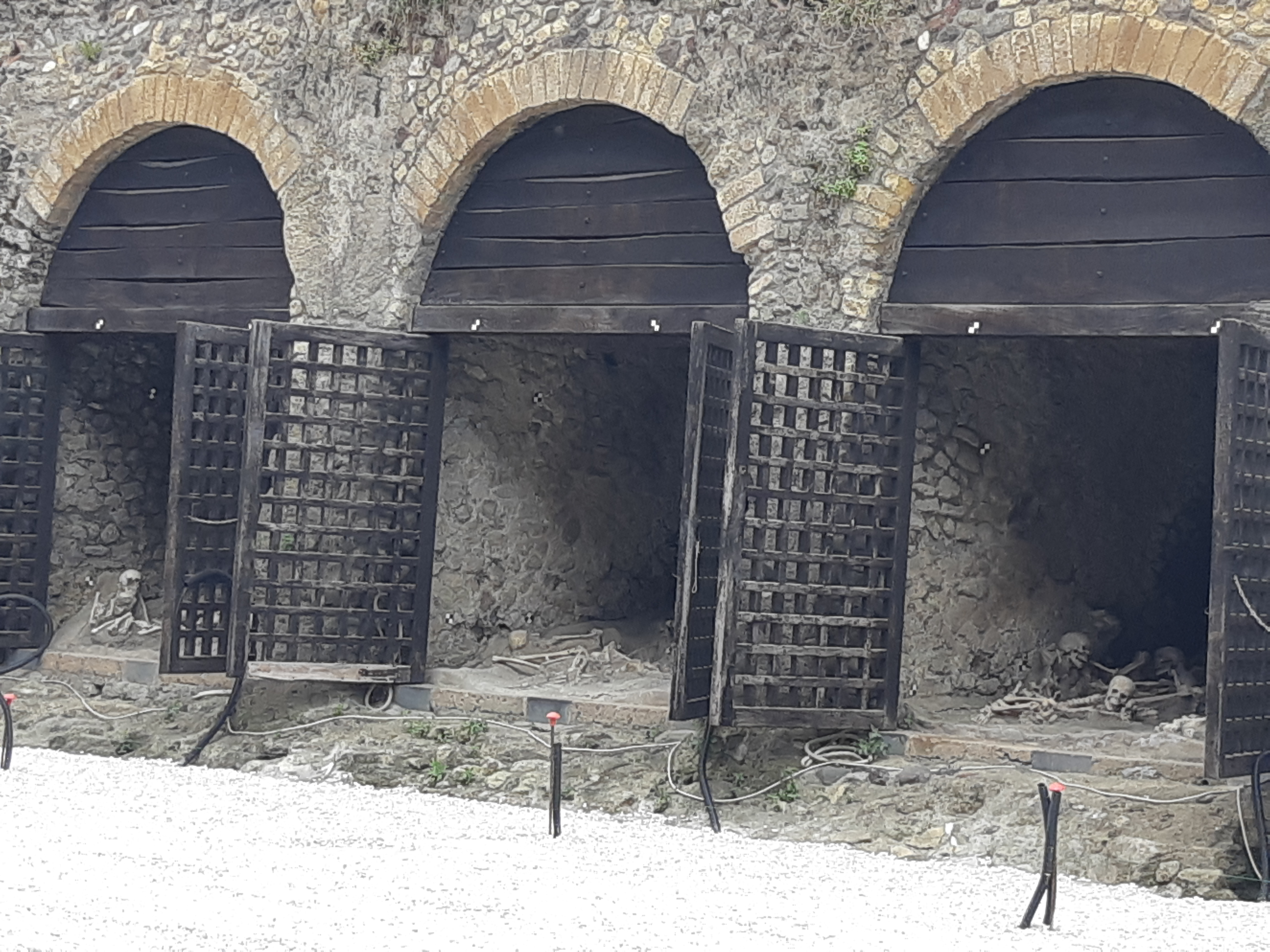
Останки жителей, пытавшихся спастись в укрытии

В 1738 году по инициативе Карла III, короля Неаполя и Сицилии, археологические работы в районе театра возобновились под руководством военного инженера, испанца Р.-Х. де Алькубьерре. Наиболее ценные находки — например, мраморные и бронзовые статуи — изымались и попадали в королевскую резиденцию в близлежащем городе Портичи, где в 1758 году был открыт музей Геркуланума. В конце 1740-х годов была найдена библиотека свитков, так называемая Вилла папирусов, после чего раскопки развернулись с новым размахом. В 1750—1761 и 1764—1765 годах раскопками руководил Карл Вебер, военный инженер из Швейцарии. Составленные им точные планы позволяют восстановить хронологию раскопок и идентифицировать былое местонахождение отдельных предметов искусства. В 1765 году из-за выхода газа в одной из штолен раскопки были свёрнуты, а выходы запечатаны. Новую серию раскопок, на этот раз открытым способом, начал в 1828 году Франциск I, король Обеих Сицилий. До 1855 года работами на приобретённом государством участке площадью 900 м² руководил архитектор Карло Бонуччи. Затем они были приостановлены из-за больших издержек, связанных с переносом грунта. Геркуланум продолжили раскапывать в 1869 году под патронажем короля Виктора Эммануила II, но спустя 6 лет деятельность на участке вновь были прекращена по причине дороговизны предприятия.
Археологическая активность в городе возобновилась только в 1924 году и продолжалась под руководством Амадео Маюри до 1958 года. В 1960—1969 годах работы шли в северном секторе города, затем в южном, где в 1982 году в ангарах были обнаружены человеческие скелеты и 10-метровая деревянная лодка. Часть города по-прежнему сокрыта под слоем породы, но возобновление раскопок затруднено из-за наложения на границы Геркуланума городских кварталов современного Эрколано.

## Городские сооружения

### Инсула II

#### Дом Аристида
Вход этого здания ведёт напрямую к атриуму. Остальная часть здания была серьёзно повреждена во время ранних раскопок.

#### Дом Аргуса
Этот дом — первое открытое в Геркулануме двухэтажное здание — был назван в честь фрески с изображением Ио и Аргуса, которая была написана на стене комнаты рядом с просторным, окружённым колоннадами перистилем. Теперь она утрачена. Ранее дом Аргуса несомненно входил в число самых красивых вилл города.

#### Дом Гения
Дом Гения, раскопки которого проходили в 1828—1850 годах, назвали в честь статуэтки Купидона или Гения, составлявшей часть мраморного канделябра. Дом очищен от породы только частично, так как наполовину скрыт под современным Эрколано — можно увидеть только большой перистиль с прямоугольным фонтаном по центру.

### Инсула III

#### Дом скелета

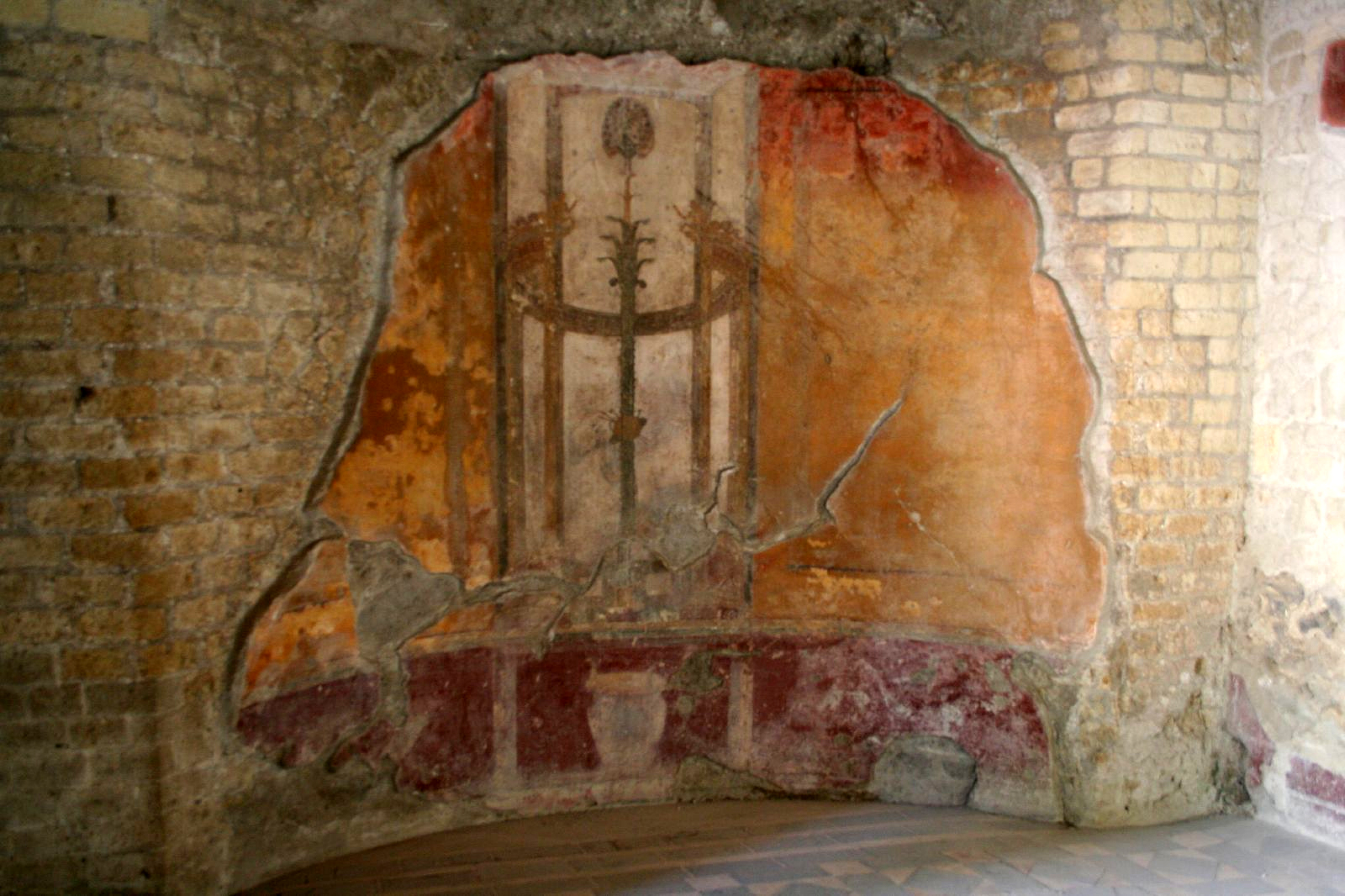
Фрески на стене дома со скелетом

Здание было названо так, потому что в одной из комнат его второго этажа в 1831 году был обнаружен первый скелет жертвы извержения (ранее считалось, что абсолютно всем жителям удалось спастись). Это здание состоит из трёх домов, один из которых — с крытым атриумом и без обычного для античных домов имплювия, резервуара для сбора дождевой воды. В глубине атриума расположено два нимфея (святилища, посвящённых нимфам), а во дворике — украшенный мозаикой алтарь для ларов.

#### Постоялый двор
Этот дом получил такое название из-за своего внушительного размера — 2150 м². На самом деле это не гостиница, а роскошная частная вилла I века н. э., обращённая в сторону моря. К сожалению, степень её сохранности оставляет желать лучшего — здание было повреждено и во время извержения, и при первых археологических работах. Внутри расположены многочисленные покои, атриум, расписанные фресками термы (причём это единственные частные термы во всём Геркулануме), терраса с портиком и просторный перистиль с садом. Есть версия, что дом был повреждён во время землетрясения 62 года и перепродан другим владельцам, которые превратили его в гостиницу. Раскопки этого здания были начаты Бонуччи в 1852 году и завершились под руководством Маюри в 1930-х.

#### Дом с бронзовой гермой
Дом имеет вытянутую форму, характерную для жилищ самнитов. Назван в честь бронзовой гермы, найденной в таблинуме — комнате, предназначенной для хранения документов и деловых встреч — и предположительно являющейся скульптурным портретом хозяина. В правом углу таблинума, вымощенного в технике opus sectile, была лестница, ведущая в помещения второго этажа. Интерес представляют фрески на морскую тематику в триклинии — помещении, где проходили трапезы.

#### Дом с деревянным каркасом

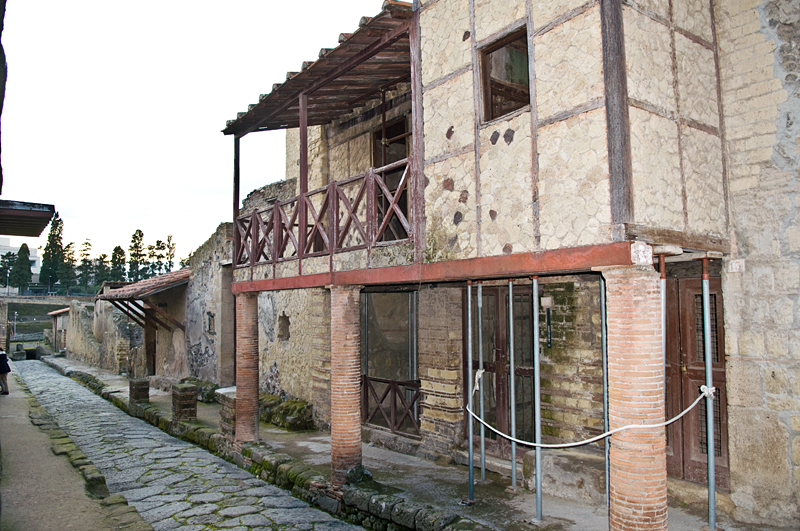
Дом с деревянным каркасом

Технология строительства этого дома под названием opus craticium была проста и не требовала больших затрат — деревянные решётчатые каркасы стен, укреплённых кирпичными пилястрами, заполнялись смесью гальки и извести, которая, затвердевая, образовывала прочную конструкцию. Дом с деревянным каркасом — наиболее хорошо сохранившееся здание подобного типа, до сего дня обнаруженное в Геркулануме. Внутренняя планировка и два отдельных входа — кирпичные ионические колонны у одного из них поддерживают балкон — позволяют предположить, что в доме проживало две семьи, жилища которых разделял дворик с общим имплювием. Внутри сохранился ряд предметов интерьера: деревянные остовы кроватей, мраморный стол, шкаф с кухонной утварью, кушетка для возлежания в триклинии, алтарь со статуэтками ларов.

#### Дом с деревянной перегородкой

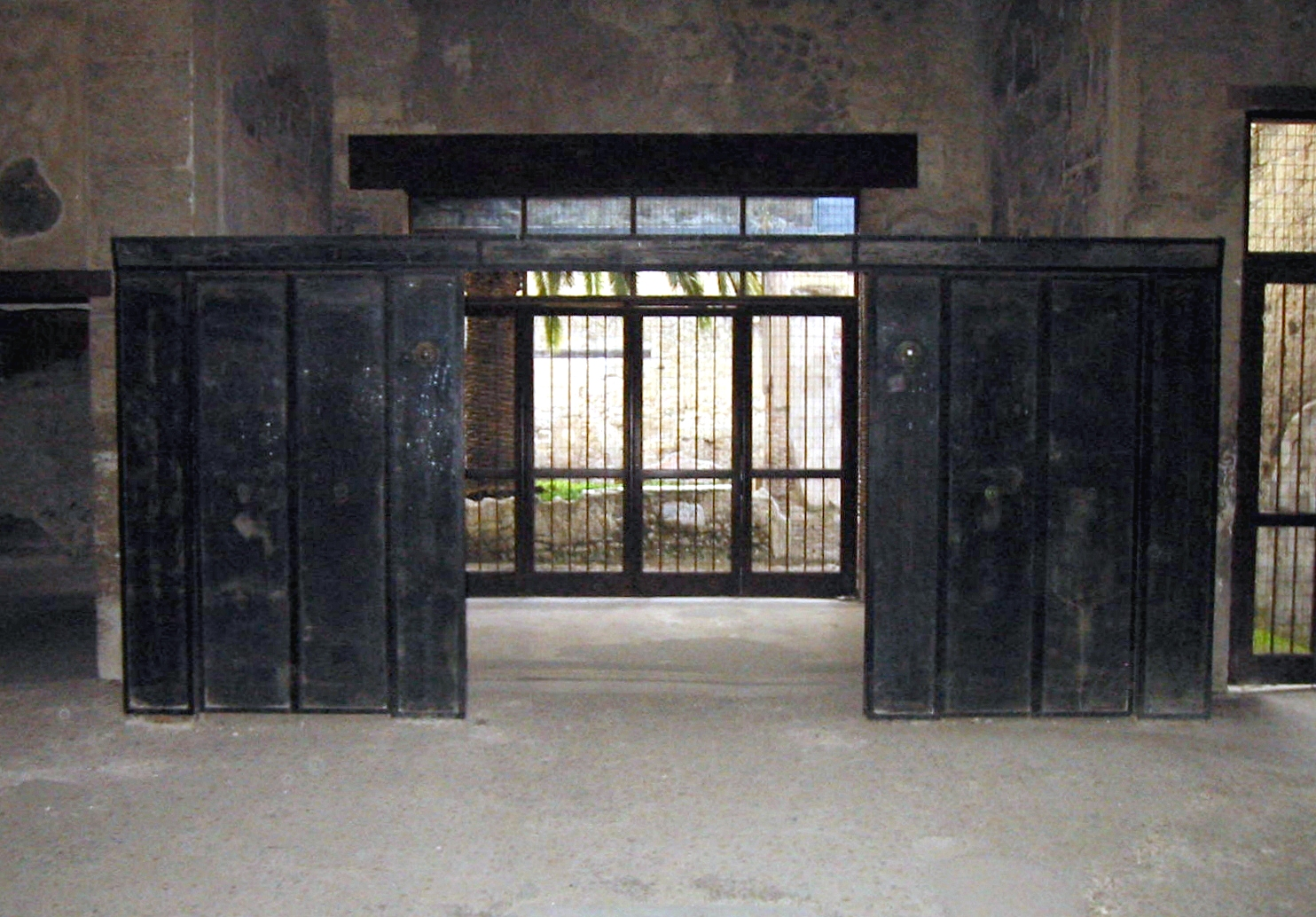
Сохранившаяся деревянная перегородка

Этот дом был сооружён ещё во времена самнитов и в эпоху Октавиана Августа подвергся перепланировке — был построен второй этаж с отдельными квартирами, предназначенными для сдачи в аренду, а помещения первого этажа были переоборудованы под торговые лавки. Наиболее примечательными являются фасад дома и просторный атриум с имплювием посредине. Сохранилась искусно выполненная деревянная перегородка (по которой и назван дом) с кольцами для масляных ламп, которая предназначалась для отделения пространства атриума от таблинума. За таблинумом располагается перистиль и переход в комнаты, в том числе в триклиний.

### Инсула IV

#### Дом с мозаичным атриумом
Этот дом — одна из самых впечатляющих и хорошо сохранившихся построек Геркуланума. Пол его атриума выложен чёрно-белыми мозаичными плитками, квадратными и прямоугольными. Пространство большого экуса, использовавшегося для приёма гостей и в качестве столовой, разделено двумя рядами пилястр на три нефа. За атриумом следовал портик с окнами и садом по центру, откуда можно было попасть в триклиний и другие комнаты. С восточной стороны портика расположены четыре кубикулума (спальни), расписанные изысканными фресками на красном фоне, и искусно устроенная экседра, также украшенная фресками с сюжетом на тему наказания Дирки и изображением Дианы и Актеона. За триклинием расположена крытая галерея с видом на море, которая примыкает к двум небольшим павильонам, вероятно, выполнявшим функцию смотровых площадок. В доме сохранилось немало предметов обстановки, в том числе колыбель и столик из дерева.

#### Дом с оленем

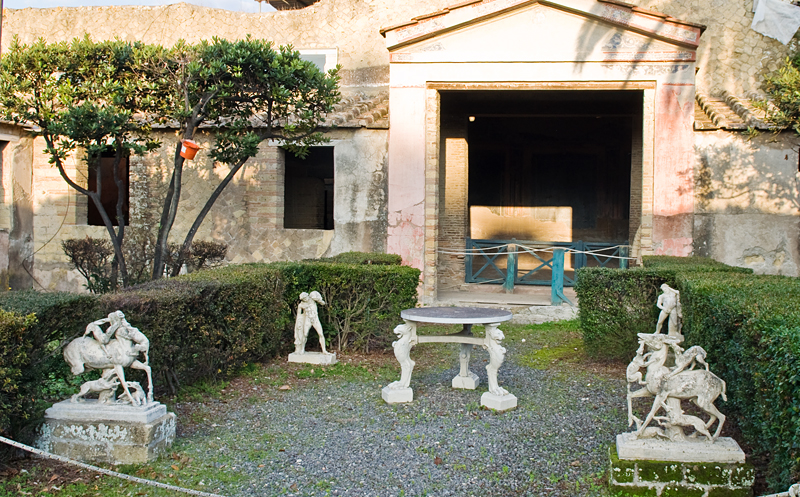
Дом с оленем

Этот дом, равно как и граничащее с ним здание с мозаичным атриумом, входит в число самых пышных жилищ Геркуланума, с террасы которых открывается великолепная панорама залива. Внутри была обнаружена хлебная лепёшка с печатью Селера, раба Грания Верия, отпущенного незадолго до извержения. Это позволило идентифицировать владельца дома. В относительно небольшом атриуме дома с оленем нет комплювия (отверстия в крыше для стока воды) и имплювия, столь характерных для античных построек. Из атриума можно попасть в помещения кухни, алькова и большого триклиния со стенами, расписанными фресками в третьем стиле, и выложенным разноцветным мрамором полом. При раскопках в саду были обнаружены круглые мраморные столы и две скульптурные группы, каждая из которых изображала оленя, загнанного собаками. Сад окружён портиком с четырьмя аркадами, главное украшение которых когда-то составляли синие мозаичные панели с изображением титана Океана и купидонов, оседлавших морских чудовищ (часть из них в XVIII веке была снята и выставлена сейчас в Национальном археологическом музее Неаполя). Далее следуют помещение летнего триклиния, два кубикулума для дневного отдыха, большая открытая терраса и комната, расписанная фресками в четвёртом стиле, с мраморным изваянием сатира с винным бурдюком.

#### Дом с альковом
Дом с альковом состоит из двух смежных построек. Первая является довольно скромным жилищем, а вторая, где вероятно жила процветающая семья, отличается богатством убранства и обстановки. Пол крытого атриума вымощен мозаичными плитками в технике opus tesselatum и opus sectile. Далее следуют две обеденные залы — биклиний, стены которого расписаны красочными фресками в четвёртом стиле, и триклиний, ранее вымощенный мрамором. Разница между этими залами состояла в том, что в биклинии скамьи для возлежания были расположены по двум сторонам, а в триклинии — по трём. Название дом получил в честь алькова, куда попадал свет из маленького дворика.

#### Фуллоника
К дому с альковом примыкает фуллоника — античная прачечная, — где сохранились баки для стирки и сушки ткани. В этом же здании расположены жилые помещения, которые занимала семья работников фуллоники.

#### Термополий

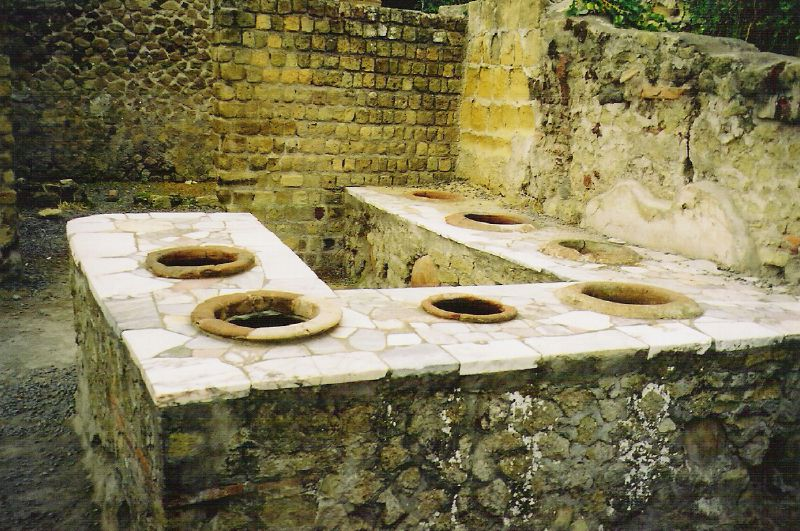
Термополий

В Геркулануме был открыт и термополий с облицованным кусками разноцветного мрамора прилавком — так называлась античная харчевня, где подавали горячую еду и вино с пряностями. Блюда разогревались с помощью семи объёмных сосудов, встроенных в прилавок по самое горлышко, в которые наливалась горячая вода.

### Инсула V

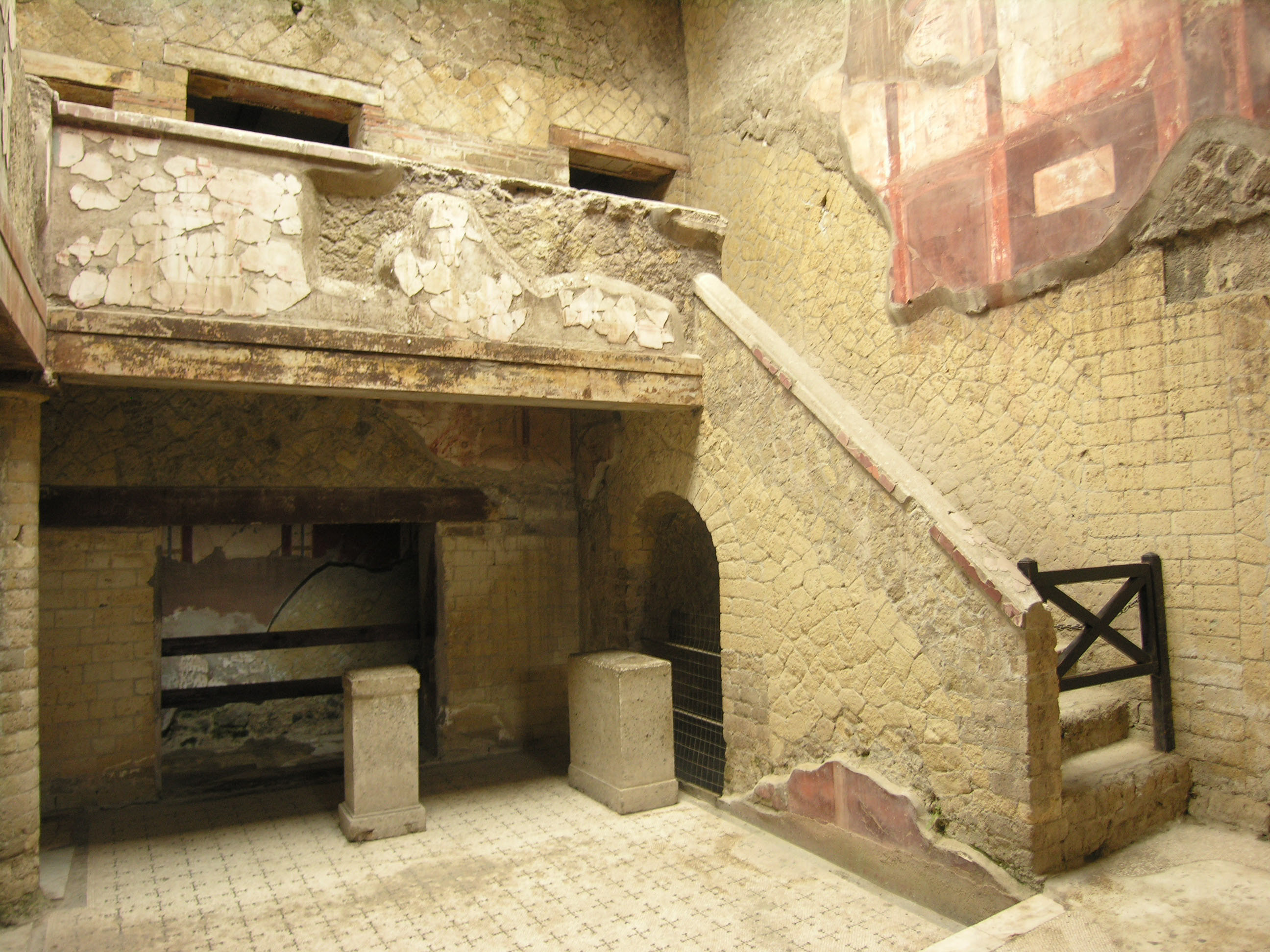
Дом с прекрасным двориком

#### Дом с прекрасным двориком
Планировка этого дома, построенного в середине I века, довольно нехарактерна для античности. Вход ведёт в вестибюль с низким сводом, с правой стороны которого расположены три небольшие комнаты. Далее следует помещение внутреннего дворика, в честь которого назван дом. Оттуда можно подняться по лестнице на балкон с тремя входами в комнаты второго этажа. Эта лестница очень напоминает лестницы периода итальянского Средневековья.

#### Дом с деревянным святилищем
Название этому дому (небольшому по величине, но расписанному искусными фресками) подарило открытое в нём святилище — ларец из дерева в форме храма, внутри которого находились статуэтки божеств, оберегающих домашний очаг. Святилище стояло на деревянном шкафчике, в котором хранились разные бытовые мелочи, такие как флакончики духов и пуговицы, а также плошка с чесноком.

#### Дом двухсотлетия
Здание было открыто в 1938 году, спустя ровно 200 лет с момента начала раскопок Геркуланума, и названо в честь этого юбилея. Вход ведёт в большой атриум с покатой крышей, устланным чёрно-белой мозаикой полом и стенами, расписанными фресками в четвёртом стиле с архитектурными и анималистическими мотивами. В глубине дома находится помещение таблинума с двумя боковыми крыльями и изысканным мозаичным полом с чёрно-белым геометрическим узором в технике opus tesselatum и центральной плитой в технике opus sectile. На его стенах написаны 2 большие фрески, изображающие Дедала и Пасифаю с одной стороны и Венеру и Марса с другой. К таблинуму примыкает портик с садиком, откуда по лестнице можно подняться наверх. В стене одного из покоев второго этажа находится крестообразное углубление, где ранее, вероятно, помещался деревянный крест. Если это предположение верно, то крест из Геркуланума является самым древним христианским символом в мире. Ниже стоял шкафчик из дерева, похожий на алтарь для ларов, фамильных божеств, покровительствующих домашнему очагу.

#### Дом мозаики Нептуна и Амфитриты

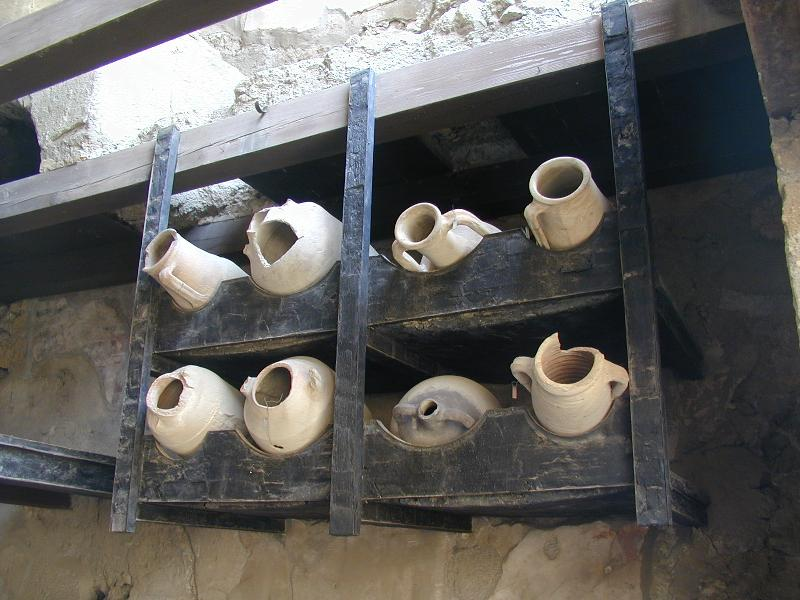
Винная лавка с амфорами

Этот дом, вероятно, принадлежал преуспевающему торговцу, винная лавка которого находилась в примыкающем к зданию помещении. Сама лавка прекрасно сохранилась, и в том числе аккуратно уложенные на деревянных полках амфоры, в которых 2 тысячи лет назад хранилось вино. От входа имелись проходы к таблинуму и к триклинию, где сохранилась мраморная облицовка и мозаичные панели на стенах.

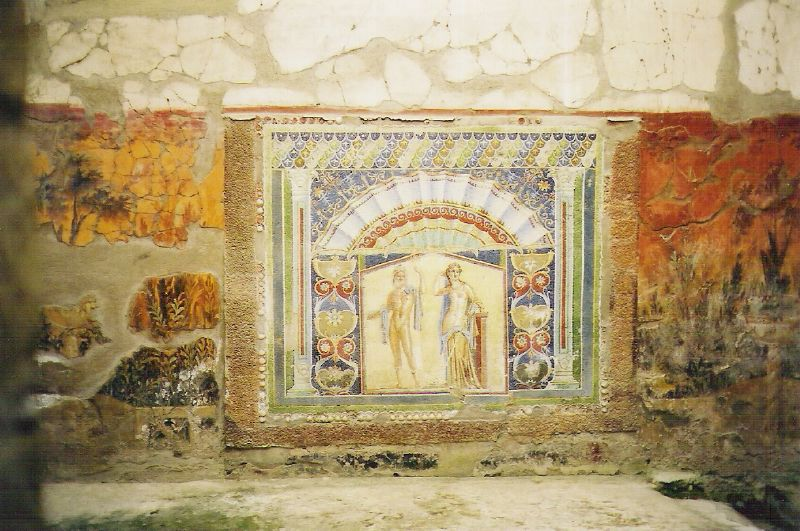
Мозаика с изображением Нептуна и Амфитриты

Во внутреннем дворике находится большая ниша, облицованная плитками из раковин и перламутра, с двумя нишами меньшего размера по бокам. Стена над нишами украшена мозаиками на тему охоты — на голубом фоне изображены собаки и олени, над которыми полукругом свисает гирлянда фруктов и листьев с расхаживающим по ним павлином. Выше прикреплены лепные театральные маски. На соседней стене находится мозаика, подарившая дому название — изображение Нептуна и Амфитриты. В покоях второго этажа частично сохранились красочная облицовка интерьера и предметы обстановки — например, статуэтка Юпитера и герма Геркулеса.

#### Дом с коринфским атриумом
В этом доме из оформленного портиком входа можно попасть в атриум с маленьким мраморным фонтаном по центру и шестью коринфскими колоннами из туфа, облицованными искусственным мрамором стукко. В помещении справа от входа сохранился мозаичный пол с геометрическими узорами, а из комнат слева от входа можно подняться в покои второго этажа. За атриумом находится просторный триклиний, где выставлены различные предметы быта и обстановки, сохранившиеся в этом доме.

#### Дом с обугленной мебелью
Этот дом является одной из старейших городских построек. В эпоху императора Клавдия он был обновлён и расписан фресками в третьем и четвёртом стиле. Из вестибюля можно попасть в помещение триклиния, украшенного фресками на архитектурные мотивы. Внутри него сохранились (хотя и порядком обугленные) обеденное ложе, деревянный стол и керамика. В дальнем конце атриума находится таблинум и комната, выходящая во внутренний дворик, где находятся имплювий для сбора дождевой воды и ларарий с лепными рельефами.

#### Самнитский дом
Это здание, датируемое концом II века до н. э. — одно из самых старых в городе. По бокам входа в дом стоят коринфские колонны из туфа, на которые опирается балкон второго этажа. За вестибюлем, расписанным фресками в первом стиле, которые имитируют мрамор разных оттенков, следует атриум. Вверху атриума устроена крытая галерея с ионическими колоннами, облицованными искусственным мрамором стукко, а по центру расположен имплювий для сбора дождевой воды. В доме выставлены некоторые обнаруженные в нём предметы — например, фрагмент статуэтки Венеры и деревянные ножки стола в форме собак. Искусно декорированные покои первого этажа и планировка второго свидетельствуют о том, что изначально дом принадлежал богатым горожанам, однако потом небольшие помещения наверху стали сдавать в аренду. Ранее в доме был сад, затем он отошёл соседнему дому с большим входом.

#### Дом с большим входом
Это здание названо в честь внушительного входа с кирпичными полуколоннами по бокам, которые венчают каменные коринфские капители с резными фигурками крылатых богинь победы. Особенностью этого дома является и отсутствие непременного атриума — комнаты расположены сразу по бокам вестибюля, смежного с внутренним двориком под открытым небом. Во дворике была устроена система терракотовых каналов, по которым дождевая вода попадала в резервуар. Внутренние покои дома расписаны фресками в четвёртом стиле. Так, на стене триклиния сохранилось живописное панно на тему мифа о Дионисе, а в вестибюле, среди фресок на архитектурные мотивы — изображение птиц, клюющих плоды вишни, и бабочек. Угол здания занимает торговая лавка, обособленная от остальных комнат, а значит, скорее всего, сдававшаяся в аренду.

#### Дом ткача
Судя по обрывкам ткани, обнаруженным в комнате первого этажа, в этом доме жила и работала семья ремесленника-ткача.

### Инсула VI

#### Дом с чёрным залом

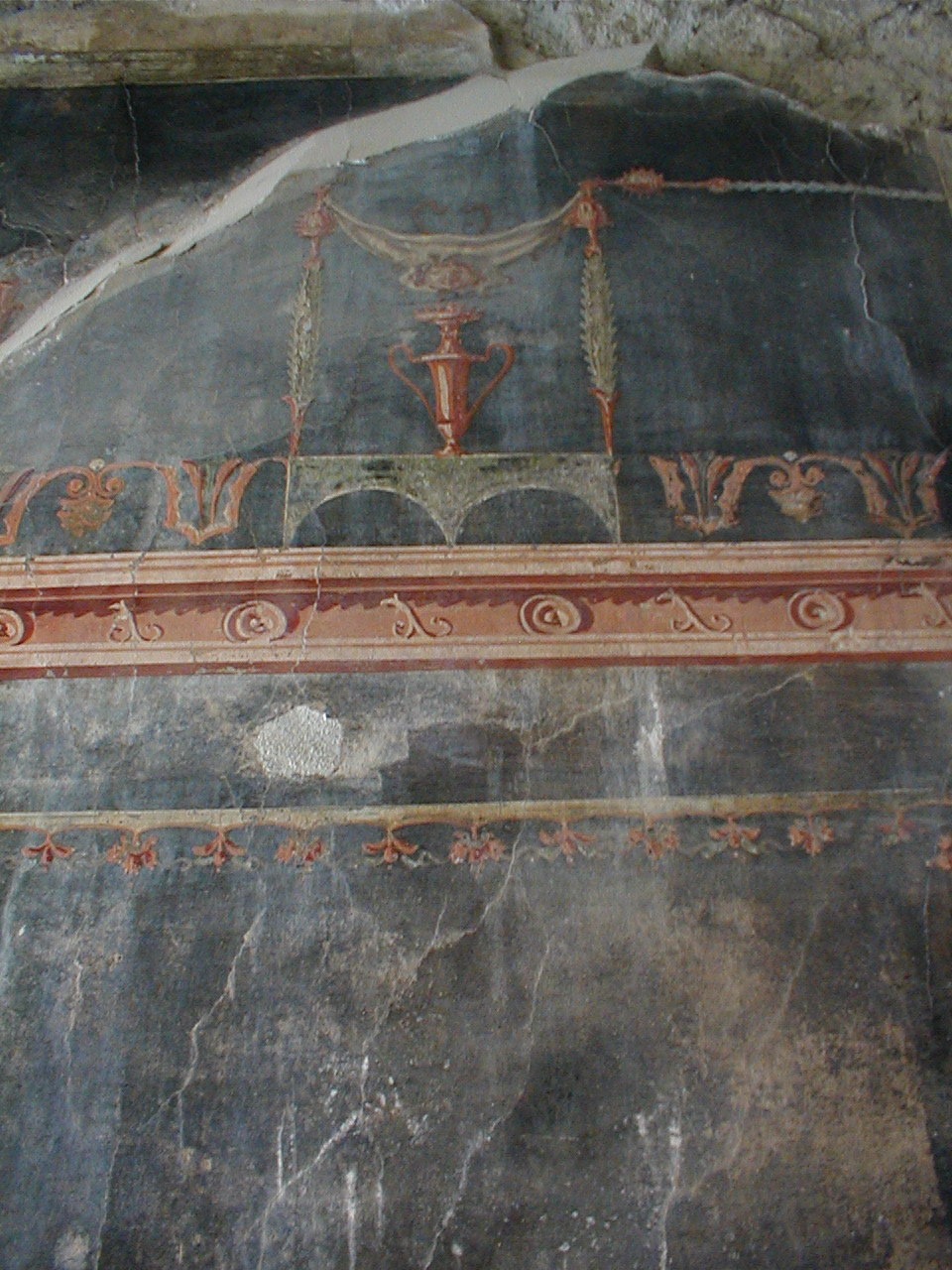
Красно-чёрные фрески дома с чёрным залом

Этот дом является одним из самых роскошных особняков Геркуланума. Он получил название в честь просторного зала, украшенного изысканными фресками в четвёртом стиле с изображениями на чёрном фоне. В комнате рядом с атриумом были обнаружены 20 восковых табличек с именем Венидия Эннихия (скорее всего, так звали хозяина дома). Из предметов интерьера хорошо сохранились деревянные двери и ларарий с миниатюрными деревянными колоннами, увенчанными капителями из мрамора.

#### Термы
Внутреннее помещение терм разделено на женскую и мужскую половины. Коридор от входа в мужское отделение ведёт на площадку, с трёх сторон окружённую аркадами, которая служила не только для занятия гимнастическими упражнениями, но и как место встреч или ожидания. Далее следует помещение аподитерия (античная раздевалка) со скамьями и полочками для одежды, ведущее в тепидарий и фригидарий — залы для тёплого и холодного омовения. Своды фригидария небесно-голубого цвета и разрисованы рыбами и морскими существами, которые, отражаясь в воде, создавали иллюзию купания в море. В тепидарии, где вода нагревалась посредством циркуляции горячего воздуха под полом, сохранились напольные мозаичные плиты с изображением тритона в окружении дельфинов. Из тепидария можно было попасть в помещение кальдария, где находились бассейны с горячей водой и ёмкости для контрастного омовения холодной водой.

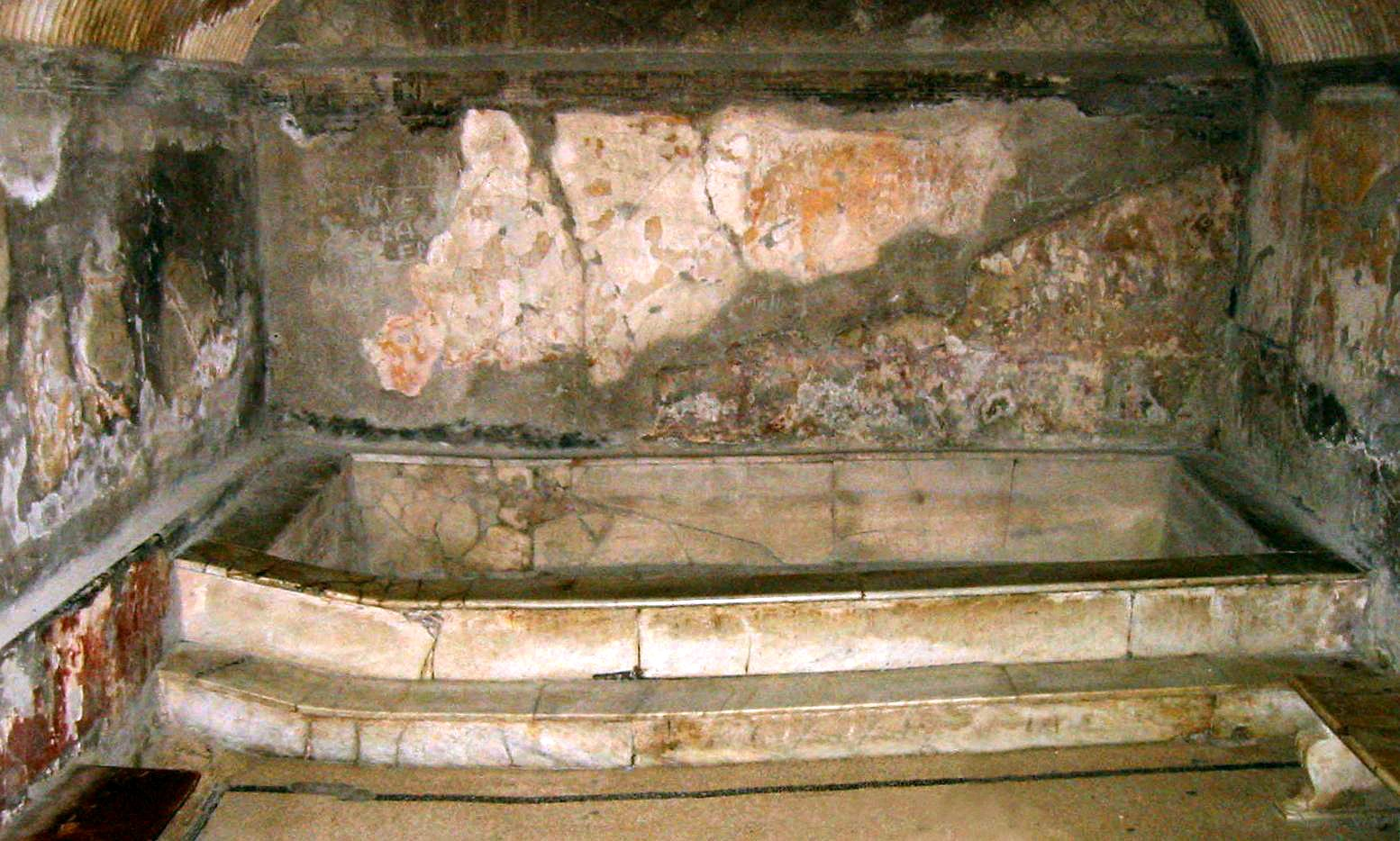
Отделение женского кальдария

Женская половина терм, куда вёл отдельный вход с улицы, меньшего размера и скромнее украшена, однако лучше сохранилась. Из внутреннего дворика можно попасть в помещение аподитерия, рисунок мозаичных плит на полу которого изображает тритона в окружении четырёх дельфинов, осьминога и каракатицы. Помещение женского тепидария украшено напольными мозаиками с геометрическим узором и декоративными настенными панелями. Отделение женского кальдария освещалось через отверстие в своде. Примечательны и другие помещения терм — например, площадка для игры в мяч.

#### Дом с двумя атриумами
Это здание примечательно своей необычной планировкой — внутри него находятся два атриума, отделённые друг от друга таблинумом. Свод первого атриума опирается на четыре колонны, а из второго (левого) атриума можно попасть в крыло с жилыми помещениями.

#### Дом с тосканской колоннадой
Этот дом был построен из крупных блоков туфы ещё в самнитские времена, а после землетрясения 62 года был основательно перестроен — выходящие на улицу помещения были переделаны под торговые лавки. Дом примечателен своим перистилем, окружённым величественной крытой колоннадой тосканского ордера. Помещения комнат и триклиния расписаны фресками в третьем и четвёртом стиле.

#### Коллегия Августа

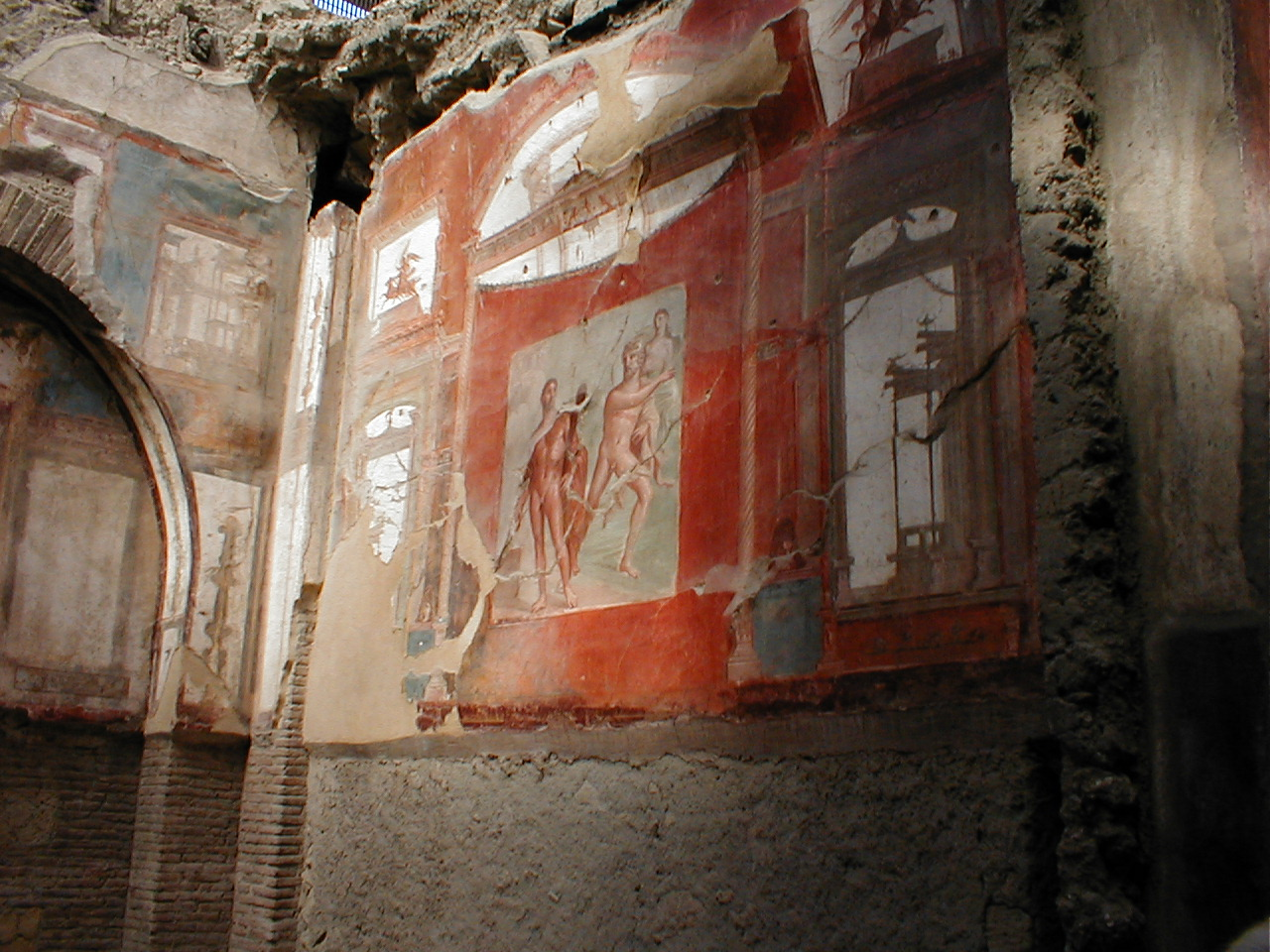
Фреска на стене коллегии Августа

Это квадратное в плане сооружение, своды которого опираются на четыре колонны, было посвящено императору Октавиану Августу, а также было местом заседания курии. Внутри находится святилище, где выполнялись обряды, связанные с почитанием императора. Пол выложен мозаичными плитами в технике opus sectile, а стены расписаны фресками в четвёртом стиле — с изображением Геркулеса, Юноны и Минервы с одной стороны и Нептуна и Амфитриты с другой. Справа находится маленькая комнатка, внутри неё было обнаружено тело привратника, лежащего на кровати.

### Инсула VII

#### Дом Гальбы
Это здание примыкает к современному Эрколано, поэтому ещё не исследовано до конца. Внутри находится примечательный перистиль доримской эпохи с дорическими колоннами из туфа, облицованными искусственным мрамором стукко. Между колоннами устроен подиум.

### Восточная инсула I

#### Дом с драгоценностью
Дом был назван в честь обнаруженного внутри него ювелирного украшения с выгравированным портретом Ливии, супруги Октавиана Августа. За атриумом, расписанным красно-чёрными фресками, находится помещение таблинума, отделённое рядом тосканских колонн. Далее следует кубикулум и терраса, ранее закрытая окнами. По узкому коридору справа от атриума можно попасть в кухню и уборную.

#### Дом с рельефом Телефа

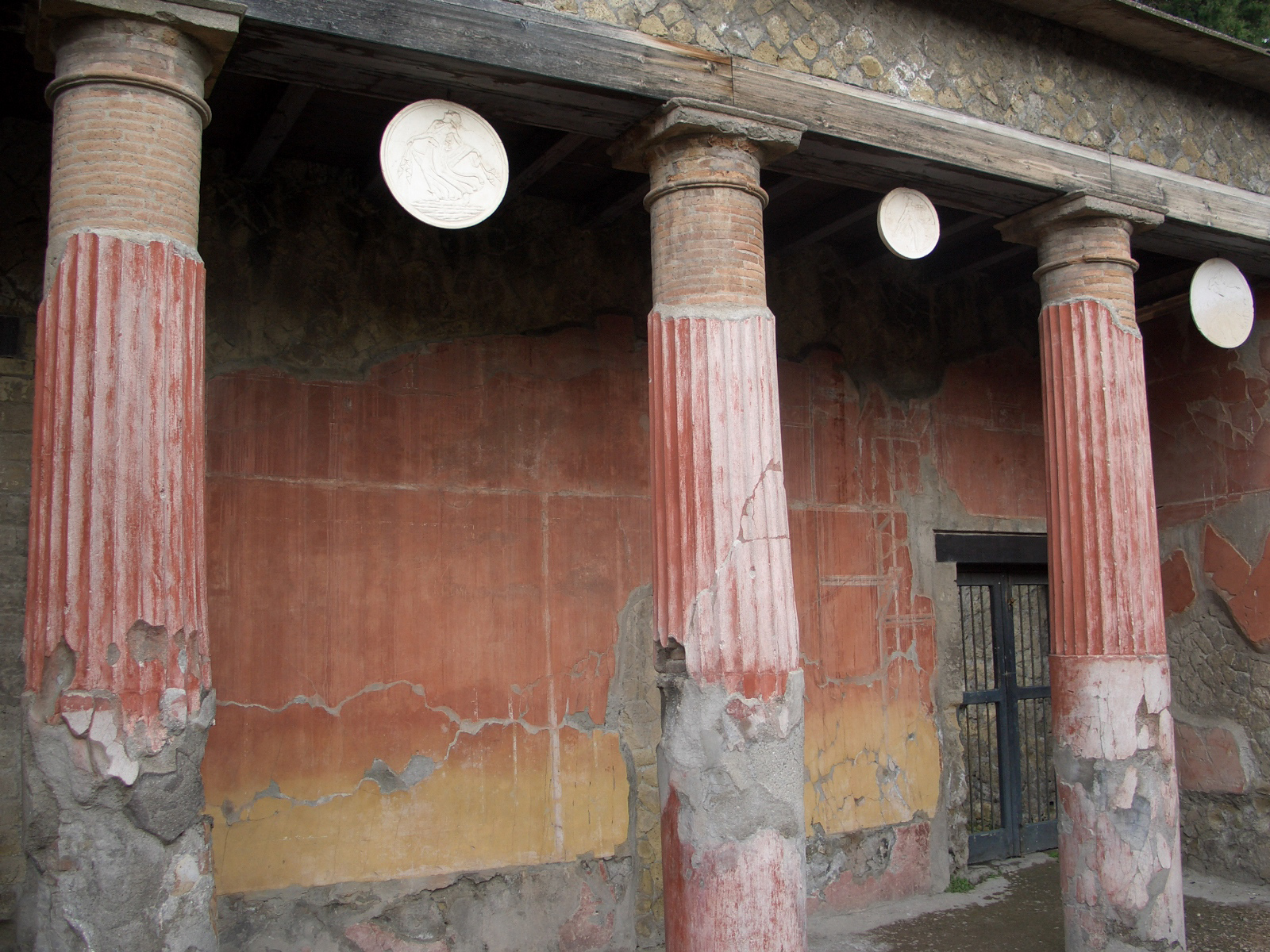
Атриум дома с рельефом Телефа

Этот дом — один из самых больших в Геркулануме. Его необычная планировка обусловлена рельефом участка, на котором стоит здание. Вестибюль ведёт в атриум, пространство которого делится на три части двумя рядами колонн. В промежутках между ними подвешены круглые мраморные панели с рельефами театральных масок и сатиров. Впечатление от атриума, в глубине которого находится таблинум, усиливается из-за красного цвета стен и колонн. Слева от атриума расположены комнаты скромного вида и хлев с очень низким потолком.
Вторая часть дома, куда можно попасть по наклонному коридору рядом с таблинумом, расположена под углом и находится на более низком уровне. В этой части находится перистиль с колоннами, большим садом и прямоугольным бассейном посередине. Из перистиля имеются входы в три комнаты, богато облицованные мрамором. Ещё один коридор ведёт на террасу, обращённую к морю, а оттуда можно перейти в остальные покои, в том числе в зал, пол и стены которого роскошно декорированы разноцветным мрамором. Соседнее с ним помещение украшено рельефом (подарившим название дому) на тему мифа о Телефе.

### Восточная инсула II

#### Пекарня
В пекарне выполнялись все работы цикла хлебопечения — от помола зерна до выпечки хлеба. Во внутреннем дворике до сих пор лежат два жёрнова из лавы, которые, судя по обнаруженным рядом костям, приводили в движение ослы. Кроме того, в пекарне имеются хлев и две уборные, а на втором этаже — жилые покои.

#### Палестра
На востоке города находится палестра — частная гимнастическая школа для мальчиков-подростков. Её центральную область занимает площадка под открытым небом размером 70×50 м с большим крестообразным бассейном, посреди которого ранее был установлен бронзовый фонтан в виде пятиглавой змеи, оплетающей дерево (сейчас его заменяет современная копия). С трёх сторон площадка окружена портиком с аркадами, а четвёртая (северная) сторона оканчивается криптопортиком, сводчатым коридором с окнами. Мраморная облицовка покоев, примыкающих к палестре, была повреждена при раскопках в XVIII веке, но две мраморные панели выставлены в Национальном археологическом музее Неаполя.

### Пригород
Южнее улицы Кардо V город ограничен крепостной стеной, за которой расположена возвышающаяся над пляжем большая террасная площадка, в опорах которой были высечены арки, использовавшиеся для хранения лодок. Здесь в 1982 году были найдены сотни скелетов людей, пытавшихся укрыться в этих древних аркадах.
На террасе расположены: справа (если стоять лицом к морю) священное место и слева терраса Нония Бальба, на которой расположены загородные термы.

#### Загородные термы
Загородные термы, вероятно, являлись даром городу от проконсула Нония Бальба — внутри строения когда-то стояла статуя и алтарь в его честь, а дом по соседству, предположительно, занимал сам проконсул. В целом эти термы — со сводчатым потолком и облицованными кирпичом стенами — очень хорошо сохранились. Вход с колоннами и опирающимся на них фронтоном ведёт в вестибюль, арочные своды которого покоятся на четырёх колоннах. Свет проникает в это помещение через слуховое окно на потолке. Внутри вестибюля на пилястре стоит статуя Аполлона, из которой когда-то била струя воды в стоящий ниже резервуар. В отличие от главных терм Геркуланума, загородные термы не разбиты на два отделения и использовались мужчинами и женщинами поочерёдно либо одновременно. Следующая комната почти полностью отдана под бассейн и служила сразу аподитерием и фригидарием. Далее следуют покои для встреч и ожидания с выстланным чёрным мрамором полом и мраморными же скамьями у стен, расписанных фресками. Оттуда можно было попасть в тепидарий с большим бассейном и затем в небольшой лаконик (парную). В кальдарии, где происходило горячее омовение, имеется и резервуар для холодной воды. Позади кальдария располагается префурний, топочное помещение.
На примыкающей к загородным термам террасе стоит мраморный жертвенник и позади него статуя Марка Нония Бальба.

#### Священное место
Здесь расположены храм Венеры и храм, посвящённый четырём божествам (Минерве, Вулкану, Меркурию и Нептуну). Перед храмами расположены мраморные жертвенники.

### За декуманусом

#### Базилика
Это здание было частично исследовано с помощью подземных ходов ещё в 1739—1761 годах. Запись внутри базилики свидетельствует о том, что оно было восстановлено после землетрясения 62 года на средства проконсула Нония Бальба. Стены базилики, разделённой колоннадами на три секции, были расписаны фресками, некоторые из которых теперь выставлены в Национальном археологическом музее Неаполя, а другие безвозвратно утеряны. Внутри располагалось две экседры, на стенах которых находились изображения Тесея и Минотавра, Геркулеса и Телефа, а также множество мраморных и бронзовых скульптур — изваяния императоров, проконсула и членов его семьи. У входа в базилику стояли конные статуи проконсула и его сына.

#### Форум
Форум Геркуланума лежит за декуманусом. Большая квадратная арка отделяет облицованную мрамором и заставленную статуями площадь суда от рынка.

#### Театр
Театр Геркуланума вмещал около 2,5 тысяч зрителей (примерно половину населения города) и был богато декорирован. Изначально его окружало два ряда арок и колонн, а на верхнем ярусе полукругом стояли бронзовые статуи, изображающие знатных горожан и членов семьи императора. Сцена была вымощена ценным мрамором красного, жёлтого, пурпурного и чёрного цветов. К сожалению, первые непрофессиональные раскопки Геркуланума нанесли театру непоправимый ущерб — все статуи и любые мало-мальски ценные предметы искусства были вынесены со своих мест, и теперь вид театра далёк от первоначального. Кроме того, он по-прежнему погребён под слоем породы, и увидеть его руины можно лишь через туннели, проложенные в XVIII веке.

### Вилла папирусов

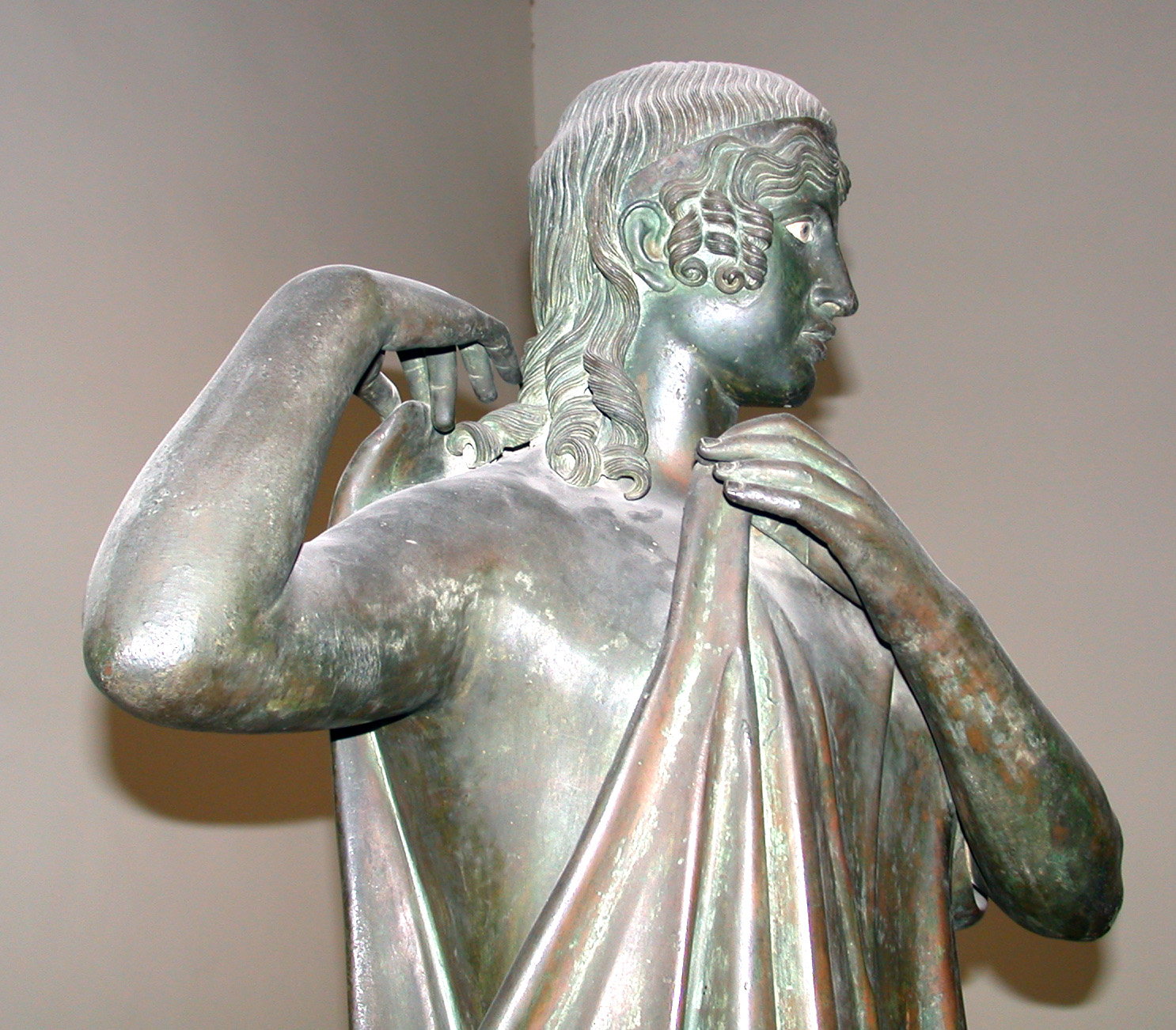
Статуя танцовщицы из Виллы папирусов (коллекция Национального археологического музея Неаполя)

Эта роскошная загородная вилла, раскинувшаяся на площади 2 790 м² и удалённая от Геркуланума на расстояние нескольких сотен метров, была открыта в конце 1740-х годов. Под руководством Карла Вебера она исследовалась на протяжении шести лет путём пробивания коридоров в породе, но в 1765 году из-за выхода газа раскопки были свёрнуты. Археологические работы возобновлялись в 1930-х и 1990-х годах, когда за восемь лет было очищено от породы около 10 % территории виллы. В 1998 году раскопки были приостановлены из-за нехватки средств.
Вилла была воздвигнута предположительно в I веке до н. э. и изначально имела гораздо более скромные размеры, но позже была достроена. В её западной части располагался просторный перистиль размером 90×35 м с бассейном по центру и десятками бронзовых и мраморных статуй. На территории виллы было установлено множество бюстов античных литераторов и государственных деятелей. Эти находки позволяют предположить, что владелец виллы был высокообразованным человеком и почитателем искусств. Возможно это был Пизон, отец супруги Цезаря по имени Кальпурния.
Наиболее впечатляющим открытием виллы является уникальная частная библиотека (единственная сохранившаяся библиотека времён античности) из 1 800 свитков папирусов с текстами на греческом, которые были сложены в корзинах и на полки ряда покоев. Учёные также предполагают, что в неисследованных областях виллы могут храниться свитки с утраченными текстами диалогов Аристотеля, пьес Софокла, Еврипида и Эсхила, и неизвестные книги «Истории от основания города», фундаментального труда Ливия.

## Проблема сохранения города
Основная цель первых непрофессиональных раскопок Геркуланума состояла в поиске ценных объектов античного искусства, которые изымались со своих мест и передавались в частные коллекции. Информацию о том, где и в каком порядке они находились прежде, теперь невозможно восстановить. Вместе с тем объекты, которые, по мнению первых исследователей, не представляли ценности, были уничтожены или серьёзно повреждены. Кроме того, методы проведения археологических работ в XVIII веке были достаточно несовершенными, что тоже нанесло урон городу. В настоящее время серьёзную проблему представляет вандализм туристов, которые уносят обломки на память и пишут надписи на стенах и поверх древних фресок.
В 2001 году начал функционировать Проект сохранения Геркуланума , деятельность которого совместно координируют Гуманитарный институт Паккарда, Британская школа в Риме и Археологическая инспекция Помпей. Основными задачами проекта являются реставрация и работы по снижению темпа разрушения городских построек, разработка долгосрочных методов их охраны, сохранение органических материалов, защита от голубей — хотя их помёт наносит ущерб отделочным материалам зданий, законодательство Италии запрещает отстреливать птиц, — а также создание документации и полного описания объектов.